# 나니와단시
나니와단시(일본어: なにわ男子)는 일본의 7인조 남성 아이돌 그룹이다. 소속 사무소는 스타토 엔터테인먼트, 소속 레코드 레이블은 스톰 레이블이다. 리더는 오오하시 카즈야. 팬덤명은 나니팜(なにふぁむ, Nanifam). 프로듀서는 칸쟈니∞의 오오쿠라 타다요시. 2021년 11월 12일에 CD데뷔 했다.

## 역사
2018년 9월 초 무렵, 멤버들은 매니저의 단체 메일을 통해서 알게 되었다. 이후 2018년 10월 6일 잡지를 통해 팀 결성을 알렸다. 같은 달 24일 칸사이 자니스 Jr. 공연 《Fall in LOVE〜秋に関ジュに恋しちゃいなよ〜 / Fall in LOVE〜가을에 칸쥬에게 사랑에 빠지게 될 거야〜》의 첫날 공연에서 첫 공개되었다.
칸사이 쟈니스 Jr. 유닛이 결성되는 것은 4년 만이다. 멤버 컬러는 니시하타는 빨강, 미치에다는 핑크로 사무소에서 지정하였고, 다른 멤버는 가위바위보로 결정했다.
2019년, 개인 뿐 아니라 그룹으로도 결성 1년 이내에 연이어 TV 프로그램과 라디오 고정 출연을 결정, 주목도가 높아졌다. 무대에서도 좌장을 도맡아 하거나, 엑스포 시티의 대관람차 《REDHORSE OSAKA WHEEL / 레드홀스 오사카휠》의 앰버서더에 취임. 또한 《24時間テレビ 「愛は地球を救う」 / 24시간 TV 42 〈사랑은 지구를 구한다〉》 요미우리 TV 스페셜 서포터로 취임하고 아베노하루카스에서 이벤트가 정해져 있었지만, 상상을 넘는 방문자 수 때문에 출연이 중지되는 상황이 벌어지기도 했다. 이에 요미우리 TV 사장・오오하시 요시미츠가 "생각이 너무 낙관적이였다", "아이돌의 힘은 대단하다. 상상 이상의 일이었다."고 사과하는 사태가 되었다.
2021년 7월 28일, 나니와의 날에 개최 된 그룹 전국 아레나 투어 《なにわ男子 First Arena Tour 2021 #なにわ男子しか勝たん / 나니와단시 First Arena Tour 2021 #나니와단시 밖에 못 이겨》 요코하마 아레나 낮 공연에서 동년 11월 12일에 제이 스톰에서 CD데뷔 하는 것이 발표되었다. 자니스 사무소 소속 그룹 CD데뷔는 2020년 1월에 동시 데뷔한 Snow Man과 SixTONES 이후 1년 10개월 만에, 칸사이 자니스 Jr.에서는 2014년 4월 자니스WEST 이후 7년 7개월 만이다. 또한 CD데뷔에 따라 같은 해 8월 27일에 팬클럽이 생성되고, 10월 19일에는 공식 유튜브 채널이 개설되었다.
2021년 11월 12일, 데뷔 싱글 《初心LOVE / 우부러브》를 발매. 이날에는 반파쿠 기념공원에서 민영방송 각국의 아침 정보 프로그램에 생방송으로 출연해, 전세기로 오사카에서 도쿄로 이동. 하네다 공항 비행장 내에 있는 일본항공 격납고에서 보도진 용으로 CD 데뷔 이벤트를 개최했다. 당일 밤 10시 반부터 공식 유튜브 채널에서 《なにわ男子1112～デビューメモリーズ～ / 나니와단시1112〜데뷔 메모리즈〜》 가 생중계 됐다. 이전에 고지 된 공식 인스타그램도 개설됐다. 팬을 위한 발매 기념 이벤트 《なにふぁむ大集合！〜なにわと何する生Xmas 2021〜 / 나니팜 대집합! ~나니와와 무엇하는 생 Xmas 2021~》는 같은 해 12월 25일에 실시되어 Johnny's net online에서 생 전달이 이루어졌다.
2022년 12월 1일에 공식 트위터를 개설.

## 멤버
프로필 출처
| 이름              | 이름        | 이름                    | 이름              | 생년월일 (나이)       | 출신지     | 혈액형 | 멤버 컬러 | 입소일           | 비고      |
| 이름              | 일본어 표기 | 요미가나                | 로마자            | 생년월일 (나이)       | 출신지     | 혈액형 | 멤버 컬러 | 입소일           | 비고      |
| ----------------- | ----------- | ----------------------- | ----------------- | --------------------- | ---------- | ------ | --------- | ---------------- | --------- |
| 니시하타 다이고   | 西畑 大吾   | にしはた だいご         | Nishihata Daigo   | 1997년 1월 9일(28세)  | 오사카부   | AB     | 빨강      | 2011년 4월 3일   |           |
| 오오니시 류세이   | 大西 流星   | おおにし りゅうせい     | Onishi Ryusei     | 2001년 8월 7일(23세)  | 효고현     | O      | 주황      | 2012년 7월 14일  |           |
| 미치에다 슌스케   | 道枝 駿佑   | みちえだ しゅんすけ     | Michieda Shunsuke | 2002년 7월 25일(22세) | 오사카부   | O      | 핑크      | 2014년 11월 23일 |           |
| 타카하시 쿄헤이   | 高橋 恭平   | たかはし きょうへい     | Takahashi Kyohei  | 2000년 2월 28일(25세) | 오사카부   | B      | 보라      | 2014년 11월 23일 |           |
| 나가오 켄토       | 長尾 謙杜   | ながお けんと           | Nagao Kento       | 2002년 8월 15일(22세) | 오사카부   | B      | 노랑      | 2014년 11월 23일 |           |
| 후지와라 죠이치로 | 藤原 丈一郎 | ふじわら じょういちろう | Fujiwara Joichiro | 1996년 2월 8일(29세)  | 오사카부   | B      | 파랑      | 2004년 2월 21일  | 서브 리더 |
| 오오하시 카즈야   | 大橋 和也   | おおはし かずや         | Ohashi Kazuya     | 1997년 8월 9일(27세)  | 후쿠오카현 | B      | 초록      | 2009년 4월 3일   | 리더      |

## 수상 경력
2021년
- anan AWARD 2021 호프 부문 수상

2022년
- 레이와 3년도 사쿠야코노하나상 [咲くやこの花賞] 음악 부문 (아이돌 그룹) 수상
- 야후! 검색 대상 2022 [Yahoo!検索大賞2022] 뮤지션 부문 1위
- LINE NEWS AWARDS 2022 예능 부문 화제 사람 상 아이돌 부문

## 음반 목록
순위는 오리콘 주간 순위의 최고 순위를 나타냅니다.
GD 인정은 일본레코드협회로부터 골드 디스크 인정을 나타내, 일본레코드협회 공식 사이트 "골드 디스크 인정 검색"으로, 아티스트명에 "나니와단시"를 포함한 작품 검색 결과를 기초로 기술.

### 싱글
| 순서 | 발매일           | 타이틀                                | 판매 형태 | 판매 형태                           | 상품 코드      | 최고 순위 | 오리콘 판매량 | 빌보드 재팬 판매 | GD 인정         | 첫수록 앨범 |
| ---- | ---------------- | ------------------------------------- | --------- | ----------------------------------- | -------------- | --------- | ------------- | ---------------- | --------------- | ----------- |
| 1    | 2021년 11월 12일 | 初心LOVE 우부러브                     | CD+DVD    | 초회 한정판 1                       | JACA-5933/4    | 1위       | 70.6만 장     | 632,655 장       | 트리플 플래티넘 | 1st Love    |
| 1    | 2021년 11월 12일 | 初心LOVE 우부러브                     | CD+BD     | 초회 한정판 1                       | JACA-5935/6    | 1위       | 70.6만 장     | 632,655 장       | 트리플 플래티넘 | 1st Love    |
| 1    | 2021년 11월 12일 | 初心LOVE 우부러브                     | CD+DVD    | 초회 한정판 2                       | JACA-5937/8    | 1위       | 70.6만 장     | 632,655 장       | 트리플 플래티넘 | 1st Love    |
| 1    | 2021년 11월 12일 | 初心LOVE 우부러브                     | CD+BD     | 초회 한정판 2                       | JACA-5939/40   | 1위       | 70.6만 장     | 632,655 장       | 트리플 플래티넘 | 1st Love    |
| 1    | 2021년 11월 12일 | 初心LOVE 우부러브                     | CD        | 통상반                              | JACA-5941      | 1위       | 70.6만 장     | 632,655 장       | 트리플 플래티넘 | 1st Love    |
| 1    | 2021년 11월 12일 | 初心LOVE 우부러브                     | CD+상품   | Johnnys' ISLAND STORE online 한정반 | JSNC-050/1     | 1위       | 70.6만 장     | 632,655 장       | 트리플 플래티넘 | 1st Love    |
| 1    | 2021년 11월 12일 | 初心LOVE 우부러브                     | CD+DVD    | 로손 Loppi・HMV 한정반              | JSNC-052       | 1위       | 70.6만 장     | 632,655 장       | 트리플 플래티넘 | 1st Love    |
| 2    | 2022년 4월 27일  | The Answer/サチアレ 디앤써/사치아레   | CD+DVD    | 초회 한정판 1                       | JACA-5960/1    | 1위       | 53.5만 장     | 534,004 장       | 더블 플래티넘   | 1st Love    |
| 2    | 2022년 4월 27일  | The Answer/サチアレ 디앤써/사치아레   | CD+BD     | 초회 한정판 1                       | JACA-5962/3    | 1위       | 53.5만 장     | 534,004 장       | 더블 플래티넘   | 1st Love    |
| 2    | 2022년 4월 27일  | The Answer/サチアレ 디앤써/사치아레   | CD+DVD    | 초회 한정판 2                       | JACA-5964/5    | 1위       | 53.5만 장     | 534,004 장       | 더블 플래티넘   | 1st Love    |
| 2    | 2022년 4월 27일  | The Answer/サチアレ 디앤써/사치아레   | CD+BD     | 초회 한정판 2                       | JACA-5966/7    | 1위       | 53.5만 장     | 534,004 장       | 더블 플래티넘   | 1st Love    |
| 2    | 2022년 4월 27일  | The Answer/サチアレ 디앤써/사치아레   | CD        | 통상반                              | JACA-5968      | 1위       | 53.5만 장     | 534,004 장       | 더블 플래티넘   | 1st Love    |
| 3    | 2022년 11월 16일 | ハッピーサプライズ 해피 서프라이즈    | CD+DVD    | 초회 한정판 1                       | JACA-6022/3    | 1위       | 51.6만 장     | 517,381 장       | 더블 플래티넘   | POPMALL     |
| 3    | 2022년 11월 16일 | ハッピーサプライズ 해피 서프라이즈    | CD+BD     | 초회 한정판 1                       | JACA-6024/5    | 1위       | 51.6만 장     | 517,381 장       | 더블 플래티넘   | POPMALL     |
| 3    | 2022년 11월 16일 | ハッピーサプライズ 해피 서프라이즈    | CD+DVD    | 초회 한정판 2                       | JACA-6026/7    | 1위       | 51.6만 장     | 517,381 장       | 더블 플래티넘   | POPMALL     |
| 3    | 2022년 11월 16일 | ハッピーサプライズ 해피 서프라이즈    | CD+BD     | 초회 한정판 2                       | JACA-6028/9    | 1위       | 51.6만 장     | 517,381 장       | 더블 플래티넘   | POPMALL     |
| 3    | 2022년 11월 16일 | ハッピーサプライズ 해피 서프라이즈    | CD        | 통상반                              | JACA-6030      | 1위       | 51.6만 장     | 517,381 장       | 더블 플래티넘   | POPMALL     |
| 4    | 2023년 3월 8일   | Special Kiss 스페셜 키스              | CD+DVD    | 초회 한정판 1                       | JACA-6040/1    | 1위       | 51.6만 장     | 512,690 장       | 더블 플래티넘   | POPMALL     |
| 4    | 2023년 3월 8일   | Special Kiss 스페셜 키스              | CD+BD     | 초회 한정판 1                       | JACA-6042/3    | 1위       | 51.6만 장     | 512,690 장       | 더블 플래티넘   | POPMALL     |
| 4    | 2023년 3월 8일   | Special Kiss 스페셜 키스              | CD+DVD    | 초회 한정판 2                       | JACA-6044/5    | 1위       | 51.6만 장     | 512,690 장       | 더블 플래티넘   | POPMALL     |
| 4    | 2023년 3월 8일   | Special Kiss 스페셜 키스              | CD+BD     | 초회 한정판 2                       | JACA-6046/7    | 1위       | 51.6만 장     | 512,690 장       | 더블 플래티넘   | POPMALL     |
| 4    | 2023년 3월 8일   | Special Kiss 스페셜 키스              | CD        | 통상반                              | JACA-6048      | 1위       | 51.6만 장     | 512,690 장       | 더블 플래티넘   | POPMALL     |
| 5    | 2023년 9월 13일  | Make Up Day/Missing 메이크업데이/미씽 | CD+DVD    | 초회 한정판 1                       | JACA-6078/9    | 1위       | 39.4만 장     | 390,752 장       | 플래티넘        | +Alpha      |
| 5    | 2023년 9월 13일  | Make Up Day/Missing 메이크업데이/미씽 | CD+BD     | 초회 한정판 1                       | JACA-6076/7    | 1위       | 39.4만 장     | 390,752 장       | 플래티넘        | +Alpha      |
| 5    | 2023년 9월 13일  | Make Up Day/Missing 메이크업데이/미씽 | CD+DVD    | 초회 한정판 2                       | JACA-6082/3    | 1위       | 39.4만 장     | 390,752 장       | 플래티넘        | +Alpha      |
| 5    | 2023년 9월 13일  | Make Up Day/Missing 메이크업데이/미씽 | CD+BD     | 초회 한정판 2                       | JACA-6080/1    | 1위       | 39.4만 장     | 390,752 장       | 플래티넘        | +Alpha      |
| 5    | 2023년 9월 13일  | Make Up Day/Missing 메이크업데이/미씽 | CD        | 통상반                              | JACA-6084      | 1위       | 39.4만 장     | 390,752 장       | 플래티넘        | +Alpha      |
| 6    | 2023년 11월 15일 | I Wish 아이위시                       | CD+DVD    | 초회 한정판 1                       | JACA-6101/2    | 1위       | 37.0만 장     | 395,722장        | 플래티넘        | +Alpha      |
| 6    | 2023년 11월 15일 | I Wish 아이위시                       | CD+BD     | 초회 한정판 1                       | JACA-6099/6100 | 1위       | 37.0만 장     | 395,722장        | 플래티넘        | +Alpha      |
| 6    | 2023년 11월 15일 | I Wish 아이위시                       | CD+DVD    | 초회 한정판 2                       | JACA-6105/6    | 1위       | 37.0만 장     | 395,722장        | 플래티넘        | +Alpha      |
| 6    | 2023년 11월 15일 | I Wish 아이위시                       | CD+BD     | 초회 한정판 2                       | JACA-6103/4    | 1위       | 37.0만 장     | 395,722장        | 플래티넘        | +Alpha      |
| 6    | 2023년 11월 15일 | I Wish 아이위시                       | CD        | 통상반                              | JACA-6107      | 1위       | 37.0만 장     | 395,722장        | 플래티넘        | +Alpha      |
| 7    | 2024년 8월 28일  | コイスルヒカリ 코이스루히카리         | CD+DVD    | 초회 한정판 1                       | LCCA-6145/6    | 1위       | 40.0만 장     | 432,018 장       | 플래티넘        | 미수록      |
| 7    | 2024년 8월 28일  | コイスルヒカリ 코이스루히카리         | CD+BD     | 초회 한정판 1                       | LCCA-6147/8    | 1위       | 40.0만 장     | 432,018 장       | 플래티넘        | 미수록      |
| 7    | 2024년 8월 28일  | コイスルヒカリ 코이스루히카리         | CD+DVD    | 초회 한정판 2                       | LCCA-6149/50   | 1위       | 40.0만 장     | 432,018 장       | 플래티넘        | 미수록      |
| 7    | 2024년 8월 28일  | コイスルヒカリ 코이스루히카리         | CD+BD     | 초회 한정판 2                       | LCCA-6151/2    | 1위       | 40.0만 장     | 432,018 장       | 플래티넘        | 미수록      |
| 7    | 2024년 8월 28일  | コイスルヒカリ 코이스루히카리         | CD        | 통상반                              | LCCA-6153      | 1위       | 40.0만 장     | 432,018 장       | 플래티넘        | 미수록      |

### 앨범

#### 오리지널 앨범
| 순서 | 발매일          | 타이틀               | 판매 형태 | 판매 형태     | 상품 코드       | 최고 순위 | 오리콘 판매량 | 빌보드 재팬 판매 | GD 인정         |
| ---- | --------------- | -------------------- | --------- | ------------- | --------------- | --------- | ------------- | ---------------- | --------------- |
| 1    | 2022년 7월 13일 | 1st Love 퍼스트 러브 | 2CD+DVD   | 초회 한정판 1 | JACA-5991〜5993 | 1위       | 72.1만 장     | 722,777 장       | 트리플 플래티넘 |
| 1    | 2022년 7월 13일 | 1st Love 퍼스트 러브 | 2CD+BD    | 초회 한정판 1 | JACA-5994〜5996 | 1위       | 72.1만 장     | 722,777 장       | 트리플 플래티넘 |
| 1    | 2022년 7월 13일 | 1st Love 퍼스트 러브 | CD+DVD    | 초회 한정판 2 | JACA-5997〜5998 | 1위       | 72.1만 장     | 722,777 장       | 트리플 플래티넘 |
| 1    | 2022년 7월 13일 | 1st Love 퍼스트 러브 | CD+BD     | 초회 한정판 2 | JACA-5999〜6000 | 1위       | 72.1만 장     | 722,777 장       | 트리플 플래티넘 |
| 1    | 2022년 7월 13일 | 1st Love 퍼스트 러브 | CD        | 통상반        | JACA-6001       | 1위       | 72.1만 장     | 722,777 장       | 트리플 플래티넘 |
| 2    | 2023년 7월 12일 | POPMALL 팝몰         | CD+DVD    | 초회 한정판 1 | JACA 6069〜6070 | 1위       | 43.8만 장     | 435,621 장       | 더블 플래티넘   |
| 2    | 2023년 7월 12일 | POPMALL 팝몰         | CD+BD     | 초회 한정판 1 | JACA 6067~6068  | 1위       | 43.8만 장     | 435,621 장       | 더블 플래티넘   |
| 2    | 2023년 7월 12일 | POPMALL 팝몰         | CD+DVD    | 초회 한정판 2 | JACA 6073〜6074 | 1위       | 43.8만 장     | 435,621 장       | 더블 플래티넘   |
| 2    | 2023년 7월 12일 | POPMALL 팝몰         | CD+BD     | 초회 한정판 2 | JACA 6071〜6072 | 1위       | 43.8만 장     | 435,621 장       | 더블 플래티넘   |
| 2    | 2023년 7월 12일 | POPMALL 팝몰         | CD        | 통상반        | JACA 6075       | 1위       | 43.8만 장     | 435,621 장       | 더블 플래티넘   |
| 3    | 2024년 6월 12일 | +Alpha 플러스 알파   | CD+DVD    | 초회 한정판 1 | LCCA-6129/30    | 1위       | 35.7만장      | 368,543장        | 플래티          |
| 3    | 2024년 6월 12일 | +Alpha 플러스 알파   | CD+BD     | 초회 한정판 1 | LCCA-6127/8     | 1위       | 35.7만장      | 368,543장        | 플래티          |
| 3    | 2024년 6월 12일 | +Alpha 플러스 알파   | CD+DVD    | 초회 한정판 2 | LCCA-6133/4     | 1위       | 35.7만장      | 368,543장        | 플래티          |
| 3    | 2024년 6월 12일 | +Alpha 플러스 알파   | CD+BD     | 초회 한정판 2 | LCCA-6131/2     | 1위       | 35.7만장      | 368,543장        | 플래티          |
| 3    | 2024년 6월 12일 | +Alpha 플러스 알파   | CD        | 통상반        | LCCA-6135       | 1위       | 35.7만장      | 368,543장        | 플래티          |

### 영상 작품
| 순서 | 발매일          | 타이틀 | 판매 형태 | 판매 형태                 | 상품 코드      | 최고 순위 (DVD/BD)            | 오리콘 판매량                                  | GD 인정  |
| ---- | --------------- | --- | --------- | ------------------------- | -------------- | ----------------------------- | ---------------------------------------------- | -------- |
| 1    | 2022년 2월 23일 | なにわ男子 First Arena Tour 2021 #なにわ男子しか勝たん 나니와단시 First Arena Tour 2021 #나니와단시 밖에 못 이겨 | 2DVD      | 통상반 / 초회 프레스 사양 | JABA-5425~5426 | 1위 (DVD) 1위 (BD) 1위 (종합) | 9.3만 장 (DVD) 15.8만 장 (BD) 25.2만 장 (종합) | 플래티넘 |
| 1    | 2022년 2월 23일 | なにわ男子 First Arena Tour 2021 #なにわ男子しか勝たん 나니와단시 First Arena Tour 2021 #나니와단시 밖에 못 이겨 | 2BD       | 통상반 / 초회 프레스 사양 | JAXA-5157~5158 | 1위 (DVD) 1위 (BD) 1위 (종합) | 9.3만 장 (DVD) 15.8만 장 (BD) 25.2만 장 (종합) | 플래티넘 |
| 1    | 2022년 2월 23일 | なにわ男子 First Arena Tour 2021 #なにわ男子しか勝たん 나니와단시 First Arena Tour 2021 #나니와단시 밖에 못 이겨 | 2DVD      | 통상반                    | JABA-5427~5428 | 1위 (DVD) 1위 (BD) 1위 (종합) | 9.3만 장 (DVD) 15.8만 장 (BD) 25.2만 장 (종합) | 플래티넘 |
| 1    | 2022년 2월 23일 | なにわ男子 First Arena Tour 2021 #なにわ男子しか勝たん 나니와단시 First Arena Tour 2021 #나니와단시 밖에 못 이겨 | 2BD       | 통상반                    | JAXA-5159~5160 | 1위 (DVD) 1위 (BD) 1위 (종합) | 9.3만 장 (DVD) 15.8만 장 (BD) 25.2만 장 (종합) | 플래티넘 |
| 2    | 2023년 4월 26일 | なにわ男子 Debut Tour 2022 1st Love 나니와단시 데뷔 투어 2022 퍼스트 러브                                        | 2DVD      | 초회 한정판               | JABA-5469~5470 |                               |                                                | 플래티넘 |
| 2    | 2023년 4월 26일 | なにわ男子 Debut Tour 2022 1st Love 나니와단시 데뷔 투어 2022 퍼스트 러브                                        | 2BD       | 초회 한정판               | JAXA-5197~5198 |                               |                                                | 플래티넘 |
| 2    | 2023년 4월 26일 | なにわ男子 Debut Tour 2022 1st Love 나니와단시 데뷔 투어 2022 퍼스트 러브                                        | 2DVD      | 통상반                    | JABA-5471~5472 |                               |                                                | 플래티넘 |
| 2    | 2023년 4월 26일 | なにわ男子 Debut Tour 2022 1st Love 나니와단시 데뷔 투어 2022 퍼스트 러브                                        | 2BD       | 통상반                    | JAXA-5199~5200 |                               |                                                | 플래티넘 |
| 3    | 2024년 2월 14일 | なにわ男子 LIVE TOUR 2023 'POPMALL' 나니와단시 라이브 투어 2023 '팝몰'                                           | 3DVD      | 초회 한정판               | LCBA-5504/6    |                               |                                                | 플래티넘 |
| 3    | 2024년 2월 14일 | なにわ男子 LIVE TOUR 2023 'POPMALL' 나니와단시 라이브 투어 2023 '팝몰'                                           | 3BD       | 초회 한정판               | LCXA-5227/9    |                               |                                                | 플래티넘 |
| 3    | 2024년 2월 14일 | なにわ男子 LIVE TOUR 2023 'POPMALL' 나니와단시 라이브 투어 2023 '팝몰'                                           | 2DVD      | 통상반                    | LCBA-5507/8    |                               |                                                | 플래티넘 |
| 3    | 2024년 2월 14일 | なにわ男子 LIVE TOUR 2023 'POPMALL' 나니와단시 라이브 투어 2023 '팝몰'                                           | 2BD       | 통상반                    | LCXA-5230/1    |                               |                                                | 플래티넘 |

### 뮤직비디오
이 항목에는 뮤직비디오 정의에 포함된 "Music Clip", "Music Video", "Short Movie", "Lyric Video"등이 들어 있습니다.
| 타이틀            | 타이틀                            | 링크        | 수록 작품           | 수록 작품     | 비고            |
| ----------------- | --------------------------------- | ----------- | ------------------- | ------------- | --------------- |
| 우부러브          | Μusic Video                       |             | 우부러브            | 초회 한정판 1 |                 |
| 우부러브          | Official Μusic Video YouTube ver. | [ 영상 1 ]  |                     |               | 유튜브에서 공개 |
| 우부러브          | Music Video Dance ver.            | [ 영상 2 ]  |                     |               | 유튜브에서 공개 |
| NANIWA'n WAY      | Μusic Video                       |             | 우부러브            | 초회 한정판 2 |                 |
| NANIWA'n WAY      | Official Μusic Video YouTube ver. | [ 영상 3 ]  |                     |               | 유튜브에서 공개 |
| The Answer        | Μusic Video                       |             | The Answer/사치아레 | 초회 한정판 1 |                 |
| The Answer        | Official Μusic Video YouTube ver. | [ 영상 4 ]  |                     |               | 유튜브에서 공개 |
| The Answer        | Music Video Dance ver.            | [ 영상 5 ]  |                     |               | 유튜브에서 공개 |
| 사치아레          | Μusic Video                       |             | The Answer/사치아레 | 초회 한정판 2 |                 |
| 사치아레          | Official Μusic Video YouTube ver. | [ 영상 6 ]  |                     |               | 유튜브에서 공개 |
| 사치아레          | Music Video Another ver.          | [ 영상 7 ]  |                     |               | 유튜브에서 공개 |
| 다이아몬드 스마일 | Μusic Video                       |             | 1st Love            | 초회 한정판 1 |                 |
| 다이아몬드 스마일 | Official Μusic Video YouTube ver. | [ 영상 8 ]  |                     |               | 유튜브에서 공개 |
| 해피 서프라이즈   | Μusic Video                       |             | 해피 서프라이즈     | 초회 한정판 1 |                 |
| 해피 서프라이즈   | Official Μusic Video YouTube ver. | [ 영상 9 ]  |                     |               | 유튜브에서 공개 |
| 해피 서프라이즈   | Music Video Dance ver.            | [ 영상 10 ] |                     |               | 유튜브에서 공개 |
| #MerryChristmas   | Μusic Video                       |             | 해피 서프라이즈     | 초회 한정판 2 |                 |
| #MerryChristmas   | Official Μusic Video YouTube ver. | [ 영상 11 ] |                     |               | 유튜브에서 공개 |
| Special Kiss      | Μusic Video                       |             | Speical Kiss        | 초회 한정판 1 |                 |
| Special Kiss      | Official Μusic Video YouTube ver. | [ 영상 12 ] |                     |               | 유튜브에서 공개 |
| Special Kiss      | Music Video Group Shot ver.       | [ 영상 13 ] |                     |               | 유튜브에서 공개 |
| 청춘 랩소디       | Μusic Video                       |             | Speical Kiss        | 초회 한정판 2 |                 |
| 청춘 랩소디       | Official Μusic Video YouTube ver. | [ 영상 14 ] |                     |               | 유튜브에서 공개 |

## 타이업
| 악곡                          | 타이업 |
| ----------------------------- | --- |
| 보쿠조라 〜발자취 없는 미래〜 | - GO!GO!EXPO 테마송 |
| 아오하루 〜with U with me〜   | - TV 도쿄 계열 드라마 《멘즈교 〈メンズ校〉》 주제가                                                                                   |
| 요바이보시                    | - MBS・TBS 계열 드라마 《빠졌어, 너에게. 〈夢中さ、きみに。〉》 주제가                                                                 |
| 유메와타시                    | - 2021 ABC 여름의 고등학교 야구 응원가 - 아사히 방송・TV 아사히 계열 《넷토 코시엔 〈熱闘甲子園〉》 테마송                             |
| 우부러브                      | - GU 캠페인 CM송 - 소프트 뱅크 《5G LAB》 CM송 - TV 아사히 계열 드라마 《사라진 첫사랑 〈消えた初恋〉》 주제가 - 로손 캠페인 테마송    |
| The Answer                    | - 닛폰 TV 계열 드라마 《킨다이치 소년의 사건부 〈金田一少年の事件簿〉》 주제가                                                         |
| 사치아레                      | - 후지 TV 계열 《메자마시 TV 〈めざましテレビ〉》 테마송                                                                               |
| 신시아                        | - 아사히 방송・TV 아사히 드라마 《여친, 빌리겠습니다 〈彼女、お借りします〉》 주제가                                                   |
| Timeless Love                 | - 닛폰 TV 계열 드라마 《지우개를 준 여자를 좋아했다. 〈消しゴムをくれた女子を好きになった。〉》 주제가                                 |
| 해피 서프라이즈               | - 선스타 《Ora2》 캠페인 송 |
| #MerryChristmas               | - 로손 《크리스마스 캠페인》 테마송 |
| Special Kiss                  | - 쇼치쿠 배급 영화 《그런데, 치기라 군이 너무 달콤해. 〈なのに、千輝くんが甘すぎる。〉》 주제가 - 소프트 뱅크 《나니와단시HOUSE》 CM송 |
| 청춘 랩소디                   | - 베네세 코퍼레이션 《진연 세미나 〈進研ゼミ〉》 CM송                                                                                  |
| Blue Story                    | - 시 브리즈 《어떤 청춘 〈とある青春〉》 CM송                                                                                          |

## 출연

### 텔레비전
- 나니와단시의 NANIWA-NANDEMO (なにわ男子のNANIWA-NANDEMO) (2019년 3월 28일, 칸사이 TV)[64]
- 캐스트 (キャスト) (2019년 3월 28일 - 2022년 3월 23일, 아사히 방송) - 수요일 코너
  - 「나니와의 직업을 배워 SHOW! (なにわの仕事を学びま SHOW!)」[65]
  - 「나니와단시의 집안일 남자 선언 (なにわ男子の家事男子宣言)」[66]
  - 「바즈즈밧! 나니와 리서치 (バズズバッ!なにわリサーチ)」 (2021년 1월 6일 - )[67]
- 나니와에서 A에! 바람 불어 넣어요!〜나니와 꽃미남 학원×A에! 남학원〜 (なにわからAぇ! 風吹かせます!〜なにわイケメン学園×Aぇ! 男塾〜) (2019년 11월 4일 - 2021년 3월 29일, 칸사이 TV)[68][주 4][69]
  - 나니와에서 A에! 미래&신 프로그램 시작해요 선언 (なにわからAぇ! 未来&新番組始めます宣言) (2019년 10월 28일)[70]
- 나니와 DE 엄마 대감사제 (なにわ DE オカン大感謝祭) (2020년 3월 12일[71]・12월 18일[72], NHK 오사카)
  - 나니와 DE 엄마 아빠 대감사제 (なにわ DE オカン オトン大感謝祭) (2022년 3월 18일[73]・12월 26일[74], NHK 오사카)
- 퀴즈! THE 위화감 (クイズ!THE違和感) (2020년 4월 13일 - 2022년 9월 12일, TBS) - 정규 출연 (오오하시, 후지와라, 오오니시의 3명 중에서 교대로 2명 출연)[75]
- 메자마시 TV (めざましテレビ) (2020년 10월 2일 - , 후지 TV)
  - 금요일 코너[76]
    - 「나니와 영상 (なにわ動画)」 (2020년 10월 2일 - )
    - 「나니와단시의 난데야넹! (なにわ男子のなんでやねん!)」 (2020년 10월 2일 - 2023년 3월 31일)[77]
    - 「나니와단시의 어느파!? (なにわ男子のどっち派!?)」 (2023년 4월 7일 - )[78]

  - 먼슬리 엔터테인먼트 프레젠터 (マンスリーエンタメプレゼンター) (2022년 4월 8일 - 5월 27일)[79]
  - 「사치아레 프로젝트 (サチアレプロジェクト)」 (2022년 8월 3일 - 2023년 3월 24일)[80][81]
- 나니와단시와 일류 누님 (なにわ男子と一流姉さん) (2020년 10월 31일 - 12월 19일, TV 아사히)[82]
- 아직 업데이트 안 했어? (まだアプデしてないの?) (2021년 4월 17일 - , TV 아사히)[83]
- 24시간 TV 〈사랑은 지구를 구한다〉 46 (24時間テレビ 愛は地球を救う46) (2023년 8월 26일 - 27일 (예정), 닛폰 TV) - 메인 퍼스낼리티[84]

### NHK 홍백가합전 출장 역사
| 년도   | 방송번 | 번째 | 노래     | 비고 |
| ------ | ------ | ---- | -------- | ---- |
| 2022년 | 제73회 | 최초 | 우부러브 |      |

### 웹 프로그램
- 자니즈 Jr. 채널 (ジャニーズJr.チャンネル) (2021년 1월 5일 - 10월 18일[87], YouTube) - 화요일 담당[주 5][88]
- 나니와단시 데뷔까지 1100일의 기적 natural (なにわ男子 デビューまで1100日のキセキ natural) (2021년 11월 5일 - , 프라임 비디오)[89]
- 나니와단시 유튜브 채널 (2021년 10월 19일 - ,YouTube)[90]

### 무대
- 소년들 청춘의 빛에… (少年たち 青春の光に…) (2019년 8월 2일 - 30일, 오오사카 쇼치쿠 좌)  - 주연[91]

### 영화
- 영화 소년들 (映画 少年たち) (2019년 3월 29일 공개, 쇼치쿠)[92]

### 드라마
- 연하 남친 (年下彼氏) (2020년 4월 12일 - 6월 14일, 아사히 방송) - 에에그룹 ・ Lil 칸시이 멤버와 함께 주간에 출연[93]
- 멘즈교 (メンズ校) (2020년 10월 7일[주 6][94][95] - 12월 23일, TV 도쿄)  - 주연[96]

### 라디오
- 칸사이 자니즈 Jr.의 바리바리 사운드 (関西ジャニーズJr.のバリバリサウンド) (2018년 5월 1일 - 2022년 3월 29일[97], FM 오사카)[98] - 후지와라, 오오하시, 타카하시가 A에! group과 주간 MC[99].
- 라지라-! 새터데이 (らじらー!サタデー) (2019년 4월 6일 - 2021년 10월 30일, NHK라디오 제1) - 하마나카 분이치와 함께 21시대 MC.
- 올나이트 닛폰 시리즈 (オールナイトニッポン) (닛폰 방송)
  - 나니와단시의 올나이트 닛폰 (なにわ男子のオールナイトニッポン) (2021년 7월 29일)[100]
  - 나니와단시의 올나이트 닛폰 Premium (なにわ男子のオールナイトニッポンPremium) (2020년 12월 14일, 2021년 10월 2일 - 2022년 3월 26일)[101][102]
- 나니와단시의 우부라지! (なにわ男子の初心ラジ!) (2022년 4월 2일 - , 닛폰 방송)[103]

### 서포터
- 24시간 TV 42 〈사랑은 지구를 구한다〉 (24時間テレビ42 愛は地球を救う) (2019년 8월 24일 - 25일, 닛폰 TV) - 칸사이지구 스페셜 서포터[104]
- 카미오토－카미가타 음악축제－ (カミオト－上方音祭－) (2021년 5월 1일, 요미우리 TV) - 특별 SP 서포터[105]
- 제103회 전국 고등학교 야구 선수권대회 (第103回全国高等学校野球選手権大会) (2021년)  - 고등야구 응원대[106]

### 앰버서더
- Redhorse OSAKA WHEEL 앰버서더 (2019년)[107]
- 《GO!GO!EXPO》 스페셜 앰버서더 (2019년)[108]

### 출연 광고 (CM)
- 유니버셜 스튜디오 재팬 《유니버셜 크리스탈 크리스마스》 (2019년)[109]
- 모리나가 제과 《하이츄 〈ハイチュウ〉》 (2020년 3월 - )[110]
- 자니즈 아일랜드&원더 플래닛 《DecoLu 〈데콜〉》 (2020년 3월 - ) - 웹 CM[111][112]
- 소프트뱅크
  - 《5G LAB》
    - 《FR SQUARE》 나니와단시 오리지널 콘텐츠 (2020년 11월 - )[69]
    - 《나니와단시, 초접근. 〈なにわ男子、超接近。〉》 프로젝트 (2021년 11월 - )[113]

  - 《나니와단시 meets SoftBank 〈なにわ男子 meets SoftBank〉》 (2022년 3월 12일 - )[114]
- 로손
  - 《나니와단시 데뷔 캠페인》 (2021년 10월 - )[115]
  - 《로손×나니와단시 캠페인》 (2022년 2월 - )[116]
  - 《나니와단시×우치카페 우치카페에서, 해피! 〈なにわ男子×ウチカフェ ウチカフェで、ハピろー！〉》 (2022년 9월 - )[117]
  - 《나니와단시와 해피! 크리스마스 캠페인 〈なにわ男子とハピろー！クリスマスキャンペーン〉》 (2022년 11월 - )[118]
- GU 《나니와단시×GU 콜라보레이션 컬렉션》 (2021년 11월 - )[119]
- 선스타 《Ora2 me》 (2022년 11월 - )[120]
- 베네세 코퍼레이션 《진연 세미나 초등학교 강좌・중학교 강좌 〈進研ゼミ『小・中学講座』〉》 (2023년 1월 - )[121]

### 기타
- 기간 한정 팝 업 숍 『나니와의 마당 (なにわのにわ)』 (2021년 7월 28일 - 11월 30일, 도쿄 시부야[122]/ 11월 1일 - 30일, 오오사카 신사이바시[123])

### 라이브
- Fall in LOVE〜가을에 칸쥬에게 사랑에 빠지게 될 거야〜 (Fall in LOVE〜秋に関ジュに恋しちゃいなよ〜) (2018년 10월 24일 - 11월 4일, 우메다 예술극장 메인홀)[11]
- 칸사이 자니즈 Jr. 『X'mas Party!! 2018』 (2018년 11월 30일 - 12월 25일, 오오사카 쇼치쿠 좌)[124]
- 칸사이 자니즈 Jr. LIVE 2019 Happy 2 year!!〜올해도 칸쥬와 Chu Year!!〜 (関西ジャニーズJr. LIVE 2019 Happy 2 year!!〜今年も関ジュとChu Year!!〜) (2019년 1월 3일 - 4일, 오사카성 홀)[125]
- 칸사이 자니즈 Jr. 『SPRING SPECIAL SHOW 2019』 (2019년 3월 5일 - 31일, 오오사카 쇼치쿠 좌)[126][127]
- 자니즈 IsLAND Festival (2019년 5월 25일 - 26일, 사이타마 슈퍼 아레나)[128][129]
- 자니즈 Jr. 8・8 축제〜도쿄 돔부터 시작한다〜 (ジャニーズJr.8・8祭〜東京ドームから始まる〜) (2019년 8월 8일, 도쿄 돔)[130]
- 칸쥬 꿈의 칸사이 아이란드 2020 in 교세라 돔 오사카 〜놀러 왔어！만족 100%〜 (関ジュ 夢の関西アイランド 2020 in 京セラドーム大阪 〜遊びにおいでや！満足 100%〜) (2020년 1월 11일 - 13일, 교세라 돔 오사카)[131][132]
- Johnny's World Happy LIVE with YOU (2020년 3월 29일, 요코하마 아레나) - 온라인 라이브[133]
- Johnny’s DREAM IsLAND 2020→2025 〜너무 좋아하는 이 거리에서〜 (Johnny’s DREAM IsLAND 2020→2025 〜大好きなこの街から〜) (2020년 7월 28일 〔합동 공연〕, 반파쿠 기념공원 대양의 광장[134], 8月18일 - 19일 〔단독 공연〕, 오오사카 쇼치쿠 좌) - 온라인 라이브[135][136]
- 칸사이 자니즈 Jr. 아케오메 콘서트2021〜칸쥬가 꽉 대접합〜 (関西ジャニーズJr. あけおめコンサート2021〜関ジュがギューっと大集合〜) (2021년 1월 3일 - 5일, 오사카성 홀) - 온라인 라이브[137]
- Johnny's Festival 〜Thank you 2021 Hello 2022〜 (2021년 12월 30일, 도쿄 돔)[138]
- 자니스 카운트다운 2021→2022 (2021년 12월 31일, 도쿄 돔)[139]

## 단독 콘서트
| 년   | 공연 타이틀 | 공연 저울 | 비고 |
| ---- | --- | --- | --- |
| 2019 | なにわ男子 First Live Tour 2019 〜なにわと一緒に#アオハルしよ?〜 나니와단시 퍼스트 라이브 투어 2019 〜나니와하고 같이#아오하루하자?〜                                                          | 및 7 곳 24공연 (추가 13공연을 포함한다.) 일정・회장 - 11월 14일 - 15일 (2공연) 퍼시피코 요코하마 국립 대 홀 - 12월 1일 (1공연) 우에노학원 홀 - 12월 8일 (2공연) 센다이 선플라자 홀 - 12월 17일 (2공연) 후쿠오카 선파레스 - 12월 23일 - 26일 (10공연) 오릭스 극장 - 12월 27일 (2공연) 일본특별 도자기 시민센터 포레스트 홀 - 2020년 1월 3일 - 5일 (5공연) 오사카성 홀 | 그룹 첫 번째 전국 투어. 처음에 발표했는 6도시 11공연에서는 208만개 (선출된 배율은 70배) 응용 프로그램이있었다. 추가 공연을 포함하여 24개 공연에서 12만 5000명의 사람들이 동원되어있다. 오오쿠라 타다요시가 공연 디렉토리는 담당하고, “청춘”은 테마에 총 32곡을 보여주었다. 또한, 상품 프로듀스를 오오니시, 새로운 의상을 나가오가 담당했다. |
| 2020 | NANIWA DANSHI LIVE 2020「Shall we #AOHARU?」 나니와단시 라이브 2020 「샬 위 #아오하루?」 Kansai Johnny's DREAM PAVILION 〜Shall we #AOHARU?〜 칸사이 자니즈 드림 파빌리온 〜샬 위 #아오하루?〜 | 및 3 곳 15공연 4공연 (온라인)일정・회장 - 8월 28일 - 30일 (5공연) 오사카성 홀 - 9월 11일 - 13일 (5공연) 일본가이시 스포츠 플라자 가이시 홀 - 9월 24일 - 27일 (5공연) 요코하마 아레나 - 11월 21일 - 22일 (4공연) Johnn's net 온라인 | 2019년 투어 재추가 공연으로 일본 방문자 위해 공연 타이틀은 변경되었지만 코로나 19 영향으로 인해 3월 29일 - 30일에 료고쿠 국기관에 예정된 공연이 취소되었다. 그 후, 송금 공연이 발표 되었지만 8월 공연 취소→모든 공연 취소 함께 온라인 라이브에 될 것이라고 발표되었어, 11월에 "Kansai Johnny's DREAM PAVILION 〜Shall we #AOHARU?〜"의 타이틀에 총 4공연이 온라인으로 출연 전송되었다. |
| 2021 | なにわ男子 First Arena Tour 2021 #なにわ男子しか勝たん 나니와단시 퍼스트 아레나 투어 2021 #나니와단시 밖에 못 이겨                                                                             | 및 8 곳 26공연 (재추가 공연을 포함한다.)일정・회장 - 7월 4일 (2공연) 세키스이하임 슈퍼 아레나 - 7월 27일 - 28일 (3공연) 요코하마 아레나 - 8월 7일 - 8일 (3공연) 오사카성 홀 - 8월 17일 - 18일 (3공연) 마린멧세 후쿠오카 - 8월 21일 - 22일 (3공연) 일본가이시 스포츠 플라자 가이시 홀 - 9월 2일 - 5일 (6공연) 월드기념 홀 - 9월 11일 - 12일 (3공연) 마코마나이 세키스이하임 아이스 아레나 - 9월 18일 - 19일 (3공연) 토키멧세 니이가타 컨벤션 센터                                                                                       | 모든 공연 MC는 자니즈 Jr. 채널에서 생방송했다. |
| 2022 | なにわ男子 Debut Tour 2022 1st Love 나니와단시 데뷔 투어 2022 퍼스트 러브 | 및 9 곳 39공연일정・회장 - 7월 23일 - 24일 (4공연) 국립 요요기 경기장 대일 체육관 - 7월 26일・27일 - 28일・9월 23일 (5공연) 오사카성 홀 - 8월 5일 - 7일 (5공연) 일본가이시 스포츠 플라자 가이시 홀 - 8월 9일 - 10일 (3공연) 히로시마 그린 아레나 - 8월 13일 - 14일 (3공연) 마린멧세 후쿠오카 - 8월 20일 - 21일 (4공연) 선돔 후쿠이 - 8월 26일 - 27일 (5공연) 에코파 아레나 - 9월 9일 - 11일 (5공연) 세키스이하임 슈퍼 아레나 - 10월 14일 - 16일 (5공연) 마코마나이 세키스이하임 아이스 아레나 - 11월 2일 - 3일 (4공연) 요코하마 아레나 | 앨범 『1st Love』와 함께 데뷔 후 첫 번째 투어. 연출은 니시하타가 담당. 외부 둘레가 110미터 인 거대한 하트 모양의 무대에서 아레나를 둘러싼 외에도, 하트 모양의 트롤리가 나타나고, 하트 모양의 핑크색 풍선 춤, 앨범과 마찬가지로 "Love"를 전하는 동화 전망이었고, 데뷔 전에 오리지널 곡을 포함하여 약 2시간 반 동안 26곡이 공연되었다. 약 40 만 명이 39 개의 공연을 위해 동원 될 것입니다. 오오하시의 코로나바이러스 감염으로 원래 투어 일정에서 연기 및 전달이 발생했다. 또한, 나가오는 코로나바이러스 감염으로 인해 후쿠이 공연과 26, 27일의 시즈오카 공연은 수행했다. |
| 2023 | なにわ男子 LIVE TOUR 2023 'POPMALL' 나니와단시 라이브 투어 2023 '팝몰' | 및 9 곳 44공연일정・회장 - 7월 27일 - 30일 (7공연) 오사카성 홀 - 8월 9일 - 8월13일 (8공연) 요코하마 아레나 - 8월 18일 - 20일 (5공연) 에코파 아레나 - 9월 2일 - 3일 (4공연) 토키멧세 니이가타 컨벤션 센터 - 9월 8일 - 10일 (5공연) 마코마나이 세키스이하임 아이스 아레나 - 9월 15일 - 16일 (3공연) 일본가이시 스포츠 플라자 가이시 홀 - 9월 21일 - 24일 (6공연) 피아 아레나 MM - 10월 20일 - 21일 (3공연) 세키스이하임 슈퍼 아레나 - 10월 28일 - 29일 (3공연) 마린멧세 후쿠오카 A관                                                     | 앨범 『POPMALL』와 함께 투어. |

## 서적

### 연재
- KADOKAWA 칸사이 워커 (関西ウォーカー)
  - 「칸사이 자니즈 Jr.의 신 그룹 2019 만나서 반갑습니다 우리 나니와단시 (関西ジャニーズJr.の新グループ 2019 初めまして ぼくらなにわ男子)」 (2019년 1월 5일호 - )[161]
  - 「나니와단시의 나니와AtoZ (なにわ男子のなにわAtoZ)」[129](2019년 6월 4일호 - )[162]
  - 나니와단시의 "나니와 데이트 연구소" (なにわ男子の「なにわデート研究所」)[163]
- 슈에이샤
  - Seventeen 「나니와〇〇단시！ (なにわ〇〇男子！)」 (2020년 4월호 - )[164]
  - Myojo 「츄키츄키 ND메모리얼 (ちゅきちゅきNDメモリアル)」[165]
  - MEN'S NON-NO 「나니와맨즈. (なにわメンズ。)」 (2022년 12월호 - )[166]
  - 리본 「나니와단시와 최애 이야기. (なにわ男子と推しバナシ。)」 (2023년 1월호 - )[167]
- 원 팝릿싱
  - TV LIFE
    - 「나니와단시×A에! group 스타가 될 수 있어…우리에게 달려있다-!! (なにわ男子×Aぇ! group スターになれるかは…俺ら次第やー!!)」 (2020년 3호 - ) - Aぇ! group가있는 공동 연재[168]
    - 「나니와단시 진화중 (なにわ男子 進化中)」[165]

  - POTATO 「나니와의 시간. (なにわのじかん。)」[165]
- 홈샤 Duet 「NANIMAGA」[165]
- 와니북스 WiNK UP 「나니와단시의 연재단시. (なにわ男子のレンサイ男子。)」[165]
- 메디어보이 TV fan 「메자칸 (めちゃかん)」[165]
- 데이리스포츠 월1 기획 「칸사이 자니즈 미래 반파쿠 (関西ジャニーズ 未来万博)」 - 칸쟈니∞, 자니즈WEST, 칸사이 자니즈Jr.가있는 공동 연재[165].

### 내용주
1. ↑  결성일도 2018년 10월 6일로 되었다.
2. ↑  일본어로 728 (なな、に、はち 나나, 니, 하치[*])은 나니와 (なにわ)로 읽을 수 있다.
3. ↑  11월 12일 동 레이블이 2001년 같은 날에 발족된 날로, 2021년 이날은 재수가 좋은 것으로 알려진 텐샤니치 (天赦日)에 해당한다.
4. ↑  프로그램에 연동한 오리지널 컨텐츠도 5G LAB 「FR SQUARE」나 「VR SQUARE」로 2020년 10월 1일부터 방송 개시.
5. ↑  매월 A에! group, Lil 칸사이와 로테이션.
6. ↑  당초에는 2020년 7월부터 방송하기로 되어 있었지만, 코로나-19 판데믹에 의해 제작 스케줄에 영향이 나와 방송이 연기되어 10월로 변경되었다.

### 참조주
1. ↑  《なにわ男子「結成1周年」》. ISLAND TV. 2019년 10월 6일. 2020년 8월 20일에 확인함.
2. 1 2 3 4  “なにわ男子、デビュー決定「ジェイ・ストーム」発足記念日の11月12日に”. 《スポーツ報知》. 2021년 7월 28일. 2021년 7월 28일에 확인함.
3. ↑  “「ジェイ・ストーム」社名変更を発表 2024年から「ストームレーベルズ」に”. 《モデルプレス》. 2023.10.17.
4. 1 2 3  “関ジュ『なにわ男子』の独占クロストーク！デビューから現在、そして未来（2/5ページ）”. 《SANSPO.COM》. 2018년 12월 4일. 2019년 2월 18일에 확인함.
5. ↑  “関西ジャニーズJr.、初のドーム公演決定 来年1月に大阪で2日間 ライブでサプライズ発表にメンバーも驚きで絶句”. 《スポーツ報知》. 2019년 11월 16일. 2019년 11월 16일에 확인함.
6. 1 2 3 4  “なにわ男子、11・12にCDデビュー決定 SixTONES&Snow Man以来1年10ヶ月ぶり”. 《ORICON NEWS》. 2021년 7월 28일. 2021년 7월 28일에 확인함.
7. 1 2 3  “なにわ男子のデビューシングルは「初心LOVE」と書いて“うぶらぶ”、12月25日に生配信イベント”. 《音楽ナタリー》. 2021년 9월 17일. 2021년 9월 17일에 확인함.
8. ↑  “関西ジャニーズJr.に新ユニットが誕生! なにわ男子のセイタイ調査”. 《TVガイド》 (東京ニュース通信社) (2018年10月19日号): 106 – 113. 2018년 10월 10일.
9. ↑  “関西ジャニーズJr.「なにわ男子」グループ名決定秘話明かす”. 《モデルプレス》. ネットネイティブ. 2019년 3월 12일. 2019년 3월 14일에 확인함.
10. ↑  “関西Jr.から新グループ誕生！なにわ男子”. 《POTATO》 (学研プラス) (2018年11月号): 86–87. 2018년 10월 6일.
11. 1 2  “「なにわ男子」に恋しちゃいなよ〜 関西Jr.の新ユニットお披露目”. 《CHUNICHI Web》. 2018년 10월 25일. 2018년 10월 25일에 원본 문서에서 보존된 문서. 2018년 10월 25일에 확인함.
12. ↑  “関西ジャニーズJr.に4年ぶり新ユニット「なにわ男子」お披露目”. 《Sponichi Annex》. 2018년 10월 25일. 2018년 10월 25일에 확인함.
13. 1 2  「飛び出せ!ボクたち 関西ジャニーズJr. vol.18 なにわ男子 拠点は大阪、視点は世界」、『読売ファミリー』 2018年12月12日号 No.1556、読売情報開発大阪、2018年12月12日、10面。
14. ↑  “なにわ男子、メンバーカラーの決め方は「赤は最初から…」”. テレビドガッチ. 2021년 11월 13일. 2022년 1월 6일에 확인함.
15. 1 2  “なにわ男子、関西発キラキラ路線でファン急増 “全員センター級”のスター性”. 《モデルプレス》. ネットネイティブ. 2019년 8월 15일. 2019년 8월 30일에 확인함.
16. ↑  “ジャニーズJr. 関東勢を脅かす「なにわ男子」の実力”. 《NEWSポストセブン》. 小学館. 2019년 7월 25일. 2019년 8월 30일에 확인함.
17. ↑  “読売テレビ『24時間TV』なにわ男子の出演中止 整理券に「想像を上回る来場者」”. 《ORICON NEWS》. オリコン. 2019년 8월 25일. 2019년 8월 30일에 확인함.
18. ↑  “読テレ社長、なにわ男子の出演中止を謝罪 「アイドルの力はすごい。想定の上を行った」”. 《デイリースポーツonline》. 2019년 8월 28일. 2019년 8월 30일에 확인함.
19. ↑  “なにわ男子11・12CDデビュー　関西ジャニーズJr．で7年7カ月ぶり”. 日刊スポーツ. 2021년 7월 28일. 2021년 7월 28일에 확인함.
20. ↑  “なにわ男子のCDデビュー決定、ファンクラブも発足”. 《音楽ナタリー》. 2021년 7월 28일. 2021년 7월 28일에 확인함.
21. ↑  “なにわ男子、単独YouTubeチャンネル開設 夢は「HIKAKINさんとコラボ」”. 《モデルプレス》. 2021년 10월 19일. 2021년 10월 20일에 확인함.
22. ↑  “なにわ男子、関空から羽田降り立つ 飛行場でデビュー曲熱唱「なにわから世界にLOVEを」”. 《ORICON NEWS》. oricon ME. 2021년 11월 12일. 2021년 11월 13일에 확인함.
23. ↑  “なにわ男子、涙のデビュー発表 公式インスタ&単独YouTubeチャンネルも開設「僕たちについてきて」”. 《ORICON NEWS》. 2021년 7월 28일. 2021년 7월 29일에 확인함.
24. ↑  “なにわ男子、デビュー日に公式Instagram開設　“72”投稿でオフショットなど公開”. 《モデルプレス》. ネットネイティブ. 2021년 11월 12일. 2021년 11월 13일에 확인함.
25. ↑  “なにふぁむ大集合！〜なにわと何する生Xmas 2021〜”. 《Johnny's netオンライン》. ジャニーズ事務所. 2022년 1월 6일에 확인함.
26. ↑  “なにわ男子、公式Twitter開設　初ツイートの時間も話題に”. 《モデルプレス》. ネットネイティブ. 2022년 12월 1일. 2022년 12월 1일에 확인함.
27. ↑  “Profile（なにわ男子）”. 《Johnny's net》. ジャニーズ事務所. 2021년 12월 19일에 원본 문서에서 보존된 문서. 2021년 8월 31일에 확인함.
28. ↑  “なにわ男子って？　キラキラも“笑い”も武器にソロでも魅力放つ”. 《ORICON NEWS》. oricon ME. 2021년 11월 13일. 2022년 1월 6일에 확인함.
29. ↑  “関ジュ『なにわ男子』の独占クロストーク!デビューから現在、そして未来（5/5ページ）”. 《SANSPO.COM》. 2018년 12월 4일. 2019년 7월 2일에 원본 문서에서 보존된 문서. 2020년 8월 20일에 확인함.
30. ↑  “岡田准一、なにわ男子に“君付けNG”の新ルール提示「三宅君って言ったら怒られる」＜anan AWARD 2021＞”. 《モデルプレス》. ネットネイティブ. 2021년 11월 6일. 2021년 11월 9일에 확인함.
31. ↑  “令和3年度「咲くやこの花賞」の受賞者を決定しました 〜 贈呈式に400名を無料招待します 〜”. 大阪市. 2022년 2월 10일. 2022년 12월 5일에 원본 문서에서 보존된 문서. 2022년 12월 5일에 확인함.
32. ↑  “『Yahoo!検索大賞2022』なにわ男子がミュージシャン部門1位 アルバム『1st Love』や多くのテレビ番組出演で話題”. 《ORICON NEWS》. oricon ME. 2022년 12월 5일. 2022년 12월 5일에 확인함.
33. ↑  “なにわ男子・橋本環奈ら、2022年の“話題の人”選出　来年の抱負語る＜LINE NEWS AWARDS 2022＞”. 《モデルプレス》 (ネットネイティブ). 2022년 12월 14일. 2022년 12월 14일에 확인함.
34. ↑  “LINE NEWS AWARDS 2022”. 《LINE NEWS AWARDS 2022》. 2022년 12월 14일. 2022년 12월 14일에 확인함.
35. ↑  “ゴールドディスク認定検索”. 《一般社団法人 日本レコード協会》. 日本レコード協会. 2022년 10월 30일에 확인함.
36. ↑  “なにわ男子のシングル作品”. 《ORICON NEWS》. 2022년 5월 14일에 확인함.
37. 1 2  “Billboard JAPAN Top Singles Sales” (일본어).
38. 1 2 3 4 5  “なにわ男子「初心LOVE(うぶらぶ)」初週売上70.6万枚で1位【オリコンランキング/本人コメント到着】”. 《ORICON NEWS》. oricon ME. 2021년 11월 16일. 2021년 11월 23일에 확인함.
39. ↑  “【ビルボード】なにわ男子『初心LOVE』初週63.2万枚でシングル・セールス首位、今年度5番目の最多初週売上”. 《NEWS》. Billboard JAPAN. 2021년 11월 15일. 2021년 11월 18일에 확인함.
40. ↑  “なにわ男子、「The Answer / サチアレ」が「シングル」1位獲得 2作連続初週売上50万枚超え【オリコンランキング】”. 《ORICON NEWS》. oricon ME. 2022년 5월 3일. 2022년 5월 4일에 확인함.
41. ↑  “【ビルボード】なにわ男子『The Answer／サチアレ』53.4万枚でシングル・セールス首位”. 《Billboard JAPAN》. 阪神コンテンツリンク. 2022년 5월 2일. 2022년 5월 4일에 확인함.
42. ↑  “なにわ男子、最新シングル「ハッピーサプライズ」が初登場1位 デビュー作から3作連続初週売上50万枚超え【オリコンランキング】”. 《ORICON NEWS》 (oricon ME). 2022년 11월 22일. 2022년 11월 22일에 확인함.
43. ↑  “【ビルボード】なにわ男子『ハッピーサプライズ』初週51.7万枚でシングル・セールス首位”. 《Billboard JAPAN》. 阪神コンテンツリンク. 2022년 11월 21일. 2022년 11월 23일에 확인함.
44. ↑  “なにわ男子、デビューから4作連続初週売上50万枚超えで「シングル」初登場1位【オリコンランキング】”. 《ORICON NEWS》 (oricon ME). 2023년 3월 14일. 2023년 3월 17일에 확인함.
45. ↑  “【ビルボード】なにわ男子『Special Kiss』4作連続初週ハーフミリオン達成でシングル・セールス首位”. Billboard JAPAN. 2023년 3월 13일.
46. ↑  “なにわ男子、5作連続・通算5作目のシングル1位獲得【オリコンランキング】”. 《ORICON NEWS》 (oricon ME). 2023년 9월 19일.
47. ↑  “【ビルボード】なにわ男子『Make Up Day/Missing』初週39万枚でシングル・セールス首位”. Billboard JAPAN. 2023년 9월 18일.
48. ↑  “なにわ男子、6作連続・通算6作目のシングル1位 道枝駿佑出演のドラマ主題歌【オリコンランキング】”. 《ORICON NEWS》 (oricon ME). 2023년 11월 21일.
49. ↑  “【ビルボード】なにわ男子『I Wish』初週39.5万枚でシングル・セールス首位”. Billboard JAPAN. 2023년 11월 20일.
50. ↑  “なにわ男子、シングルが7作連続・通算7作目の1位 前作上回る初週売上を記録【オリコンランキング】”. 《ORICON NEWS》 (oricon ME). 2024년 9월 3일.
51. ↑  “【ビルボード】なにわ男子『コイスルヒカリ』43.2万枚でシングル・セールス1位”. 《Billboard JAPAN》. 2024년 9월 2일.
52. 1 2  “なにわ男子、1stアルバムが「今年度アルバム最高初週売上」となる71.2万枚で1位【オリコンランキング】”. 《ORICON NEWS》. oricon ME. 2022년 7월 19일. 2022년 7월 22일에 확인함.
53. ↑  “【ビルボード】なにわ男子『1st Love』が初週72万枚でアルバム・セールス首位、今年度最多初週セールスに”. 《Billboard JAPAN》. 阪神コンテンツリンク. 2022년 7월 18일. 2022년 7월 22일에 확인함.
54. 1 2  “なにわ男子、1stから2作連続「アルバム」1位【オリコンランキング】”. 《ORICON NEWS》. oricon ME. 2023년 7월 18일. 2023년 7월 19일에 확인함.
55. ↑  “【ビルボード】なにわ男子『POPMALL』43.5万枚でアルバムセールス首位に”. Billboard JAPAN. 2023년 7월 18일.
56. ↑  “なにわ男子、1stから3作連続アルバム1位獲得【オリコンランキング】”. 《ORICON NEWS》 (oricon ME). 2024년 6월 18일.
57. ↑  “なにわ男子、1stから3作連続アルバム1位獲得【オリコンランキング】”. 《ORICON NEWS》 (oricon ME). 2024년 6월 18일.
58. ↑  “【ビルボード】なにわ男子『+Alpha』36万枚超えでアルバム・セールス首位獲得”. Billboard JAPAN. 2024년 6월 17일.
59. 1 2 3 4 5 6  “なにわ男子、ライブ映像作品が「映像3部門」同時1位【オリコンランキング】”. 《ORICON NEWS》. 2022년 3월 2일에 확인함.
60. ↑  “なにわ男子「GO！GO！EXPO」テーマソングを担当 作詞・作曲はヒャダイン”. 《モデルプレス》. ネットネイティブ. 2019년 9월 18일. 2019년 9월 20일에 확인함.
61. ↑  “ドラマ「夢中さ、きみに。」ポスタービジュアル公開、主題歌はなにわ男子「夜這星」”. 《コミックナタリー》. ナターシャ. 2020년 12월 22일. 2020년 12월 27일에 확인함.
62. 1 2  “なにわ男子、今夏『熱闘甲子園』テーマソングを担当 “高校野球応援し隊”に就任”. 《ORICON NEWS》. オリコン. 2021년 6월 4일. 2021년 6월 4일에 확인함.
63. ↑  “なにわ男子・道枝駿佑と長尾謙杜が「シーブリーズ」新CMに初のペア出演＆CMソングはなにわ男子の最新曲”. 《WEBザテレビジョン》. KADOKAWA. 2023년 3월 16일. 2023년 4월 8일에 확인함.
64. ↑  “なにわ男子：関西ジャニーズJr.内グループ初冠番組 西畑大吾「なにわ男子の沼にひきずり込む」”. 《MANTANWEB》. 2019년 3월 18일. 2019년 3월 27일에 확인함.
65. ↑  “なにわ男子、夕方ニュース番組で初レギュラー獲得【メンバーコメント全文】”. 《ORICON NEWS》. オリコン. 2019년 3월 14일. 2019년 3월 14일에 확인함.
66. ↑  “なにわ男子、初テレワーク出演”. 《SANSPO.COM》. 2020년 4월 8일. 2020년 4월 9일에 확인함.
67. ↑  “キャスト 放送内容 水曜日”. 《キャスト》. 朝日放送. 2021년 1월 30일. 2021년 1월 30일에 확인함.
68. ↑  “なにわ男子&Aぇ! group、初の冠レギュラー番組 過酷な罰ゲームも”. 《マイナビニュース》. マイナビ. 2019년 10월 28일. 2019년 10월 29일에 확인함.
69. 1 2  ““ソフトバンク”、「5G LAB」のコンテンツを大幅拡充〜コンテンツ数1,900以上に! なにわ男子のオリジナルコンテンツを独占配信、NMB48の劇場公演をVRライブ配信〜” (보도 자료). ソフトバンク. 2020년 10월 1일. 2020년 11월 2일에 확인함.
70. ↑  “なにわ男子&Aぇ!group、初の冠レギュラー決定 “キラキラ”VS“根性”なロケ対決”. 《ORICON NEWS》. 2019년 11월 4일에 확인함.
71. ↑  “なにわ男子、NHK特番で若者と“なにわのオカン”に感動サプライズ”. 《ORICON NEWS》. オリコン. 2020년 2월 12일. 2020년 3월 5일에 확인함.
72. ↑  “なにわ男子、若者と一緒にオカンへ感謝　「なにわDEオカン大感謝祭」好評第2弾”. 《デイリースポーツonline》. 2020년 12월 3일. 2020년 12월 6일에 확인함.
73. ↑  “なにわ男子、再び“若者応援団”に 『なにわ DE オカン オトン大感謝祭』第3弾が決定”. 《ORICON NEWS》. oricon ME. 2022년 3월 17일. 2022년 12월 1일에 확인함.
74. ↑  “なにわ男子が応援！NHK「オカン オトン大感謝祭」第4弾が放送決定”. 《サンスポ》. 2022년 12월 1일. 2022년 12월 1일에 확인함.
75. ↑  “なにわ男子・大橋和也&藤原丈一郎&大西流星、クイズ番組で初ゴールデンレギュラー出演決定”. 《モデルプレス - ライフスタイル・ファッションエンタメニュース》 (일본어). 2021년 8월 5일에 확인함.
76. ↑  “なにわ男子、『めざましテレビ』新コーナーを担当「一生懸命頑張りたい」”. 《ORICON NEWS》. オリコン. 2020년 9월 25일. 2020년 9월 25일에 확인함.
77. ↑  “なにわ男子「めざましテレビ」人気コーナーが最終回 重大発表へ”. 《モデルプレス》. ネットネイティブ. 2023년 3월 30일. 2023년 3월 31일에 확인함.
78. ↑  “なにわ男子の『めざましテレビ』新企画が4・7スタート 藤原丈一郎「どっち派なのか考えながら見てくれたら」”. 《TV LIFE web》. 学研パブリッシング. 2023년 3월 31일. 2023년 3월 31일에 확인함.
79. ↑  “なにわ男子『めざましテレビ』初の2ヶ月連続エンタメプレゼンター 大橋和也は2年ぶり挑戦「7人で違う色が出せたら」”. 《ORICON NEWS》 (oricon ME). 2022년 4월 4일. 2022년 4월 4일에 확인함.
80. ↑  “なにわ男子、夢追う若者たちにエール 『めざまし』とタッグ、8・3より密着ドキュメント放送へ”. 《ORICON NEWS》. oricon ME. 2022년 7월 27일. 2023년 3월 31일에 확인함.
81. ↑  ““なにわ祭り”第４弾！なにわ男子が全編生出演　サチアレ企画の最終回に生パフォーマンス！盛りだくさんでお届け”. 《とれたてフジテレビ》. フジテレビ. 2023년 3월 17일. 2023년 3월 31일에 확인함.
82. ↑  “なにわ男子、CDデビュー前に冠番組スタート“一流のお姉様方”から生きざま学ぶ”. 《スポーツ報知》. 2020년 10월 8일. 2020년 10월 8일에 확인함.
83. ↑  “＜なにわ男子「まだアプデしてないの?」取材全文＞西畑大吾、大西流星と同居希望　藤原丈一郎は「報ステ」“熱盛”出演狙う”. 《モデルプレス》. ネットネイティブ. 2021년 4월 5일. 2021년 4월 19일에 확인함.
84. ↑  “なにわ男子『24時間テレビ』メインパーソナリティー初挑戦「今でもまだ夢だと…」芦田愛菜とタッグ”. 《ORICON NEWS》. oricon ME. 2023년 4월 17일. 2023년 4월 18일에 확인함.
85. ↑  “なにわ男子がNHK紅白初出場　多国籍5人組LE SSERAFIM、緑黄色社会、Aimerらも”. 《日刊スポーツ》 (日刊スポーツ新聞社). 2022년 11월 16일. 2022년 11월 16일에 확인함.
86. ↑  “『第73回紅白歌合戦』曲目発表 福山雅治「桜坂」、キンプリ「ichiban」、工藤静香は「35周年SPメドレー」”. 《ORICON NEWS》 (oricon ME). 2022년 12월 22일. 2022년 12월 22일에 확인함.
87. ↑  《なにわ男子【卒業します】関西Jr.へ真剣メッセージ&重大発表も》 (YouTube). ジャニーズJr.チャンネル. 2021년 10월 18일. 2021년 10월 20일에 확인함.
88. ↑  “なにわ男子、YouTube初回の企画会議で“カオス状態”に 「なにわTube」トレンド入りの反響”. 《モデルプレス》. 2021년 2월 2일. 2021년 2월 4일에 확인함.
89. ↑  “なにわ男子に3年間密着、結成からデビューまでの“キセキ”がPrime Videoで配信”. 《cinemacafe.net》. イード. 2021년 10월 28일. 2021년 11월 2일에 확인함.
90. ↑  《なにわ男子【単独チャンネルオープン】僕たちデビューします！》 (YouTube) (일본어). 2021년 10월 19일.
91. ↑  なにわ男子 (2019년 8월 2일). 《“初座長”なにわ男子、独占激白!西畑大吾「僕ら前しか向いてない」》. 《SANSPO.COM》. (인터뷰). 2020년 5월 1일에 확인함.
92. ↑  “なにわ男子・西畑大吾：「映画 少年たち」は愛される作品に 「拡散していただければ」とアピール”. 《MANTANWEB》. 2019년 1월 30일. 2019년 3월 14일에 확인함.
93. ↑  Corporation, Asahi Broadcasting. “ドラマL『年下彼氏』｜朝日放送テレビ”. 《www.asahi.co.jp》 (일본어). 2020년 9월 25일에 확인함.
94. ↑  “なにわ男子主演「メンズ校」放送開始延期、公式サイトにメンバーからのメッセージ”. 《コミックナタリー》. ナターシャ. 2020년 6월 12일. 2020년 8월 20일에 확인함.
95. ↑  “なにわ男子、単独初主演ドラマが10月放送へ “夏生まれ”メンバーのサプライズ誕生日会を開催”. 《ORICON NEWS》. オリコン. 2020년 8월 19일. 2020년 8월 20일에 확인함.
96. ↑  “なにわ男子：テレ東ドラマでグループ単独初主演　不毛な“アオハル”送る男子高校生に”. 《MANTANWEB》. 2020년 3월 30일. 2020년 3월 30일에 확인함.
97. ↑  “なにわ男子『関バリ』卒業 藤原丈一郎の冠ラジオが4・4スタート”. 《ORICON NEWS》. オリコン. 2022년 3월 15일. 2022년 5월 27일에 원본 문서에서 보존된 문서. 2022년 3월 16일에 확인함.
98. ↑  “関西ジャニーズJr.初ラジオ冠番組、毎週1時間の生放送”. 《音楽ナタリー》. ナターシャ. 2018년 4월 26일. 2020년 9월 29일에 확인함.
99. ↑  “関西ジャニーズJr.のバリバリサウンド”. 《関西ジャニーズJr.のバリバリサウンド》. FM OH!. 2020년 9월 29일에 확인함.
100. ↑  “なにわ男子、2度目のANN特番決定「とても光栄」「夜中のテンションに」”. 《マイナビニュース》. マイナビ. 2021년 7월 23일. 2021년 7월 25일에 확인함.
101. ↑  “「笑いあり感動あり涙あり（笑いすぎて）」なにわ男子、初のメンバー7人全員での冠ラジオ決定!『オールナイトニッポン』特番に挑戦”. ニッポン放送. 2020년 12월 10일. 2020년 12월 10일에 확인함.
102. ↑  “この秋CDデビューの「なにわ男子」が、ニッポン放送でグループ初の冠レギュラーラジオ番組を担当!”. ニッポン放送. 2021년 9월 20일. 2021년 9월 20일에 확인함.
103. ↑  “なにわ男子、ニッポン放送で新番組『初心ラジ!』スタート 西畑大吾「天最高!な時間をお届けします!」”. 《ORICON NEWS》. oricon ME. 2022년 3월 18일. 2022년 3월 19일에 확인함.
104. ↑  “なにわ男子「嵐さんに負けない!」 『24時間テレビ』関西枠に参加”. 《マイナビニュース》. マイナビ. 2019년 7월 31일. 2019년 8월 4일에 확인함.
105. ↑  “なにわ男子、音楽で関西を元気に 読売テレビ『音楽といっしょウィーク』特番SPサポーター就任【全メンバーコメントあり】”. 《ORICON NEWS》. オリコン. 2021년 4월 15일. 2021년 4월 15일에 확인함.
106. ↑  “なにわ男子、今夏『熱闘甲子園』テーマソングを担当 “高校野球応援し隊”に就任”. 《ORICON NEWS》. オリコン. 2021년 6월 4일. 2021년 6월 4일에 확인함.
107. ↑  “なにわ男子、万博観覧車のアンバサダーに”. 《Lmaga.jp》. 京阪神エルマガジン社. 2019년 7월 18일. 2019년 7월 31일에 확인함.
108. ↑  “なにわ男子「GO!GO!EXPO」スペシャルアンバサダー就任 野外ライブも決定”. 《モデルプレス》. ネットネイティブ. 2019년 8월 21일. 2019년 8월 25일에 확인함.
109. ↑  “関ジャニ∞、一新された「USJ」クリスマスCM完成 大倉忠義と恋人気分&なにわ男子も登場”. 《ORICON NEWS》. オリコン. 2019년 10월 23일. 2019년 10월 23일에 확인함.
110. ↑  “なにわ男子がCM単独初出演!インタビューでは高橋恭平の迷言にメンバー全員「???」”. 《フジテレビュー!!》. フジテレビ. 2020년 3월 4일. 2023년 3월 20일에 원본 문서에서 보존된 문서. 2020년 3월 4일에 확인함.
111. ↑  “HiHi Jets&美 少年&なにわ男子、スマホ向け手帳アプリをアピール”. 《ORICON NEWS》. オリコン. 2020년 3월 24일. 2020년 3월 25일에 확인함.
112. ↑  “スティッキーが毎日の予定を楽しく彩るデコれる手帳アプリ「DecoLu（デコル）」4月1日リリース!” (보도 자료). ワンダープラネット. 2020년 3월 24일. 2020년 3월 25일에 확인함.
113. ↑  “なにわ男子が“超接近”甘いセリフ＆マスクに視線釘付け　3Dアバターも登場”. 《モデルプレス》. ネットネイティブ. 2021년 11월 11일. 2021년 11월 23일에 확인함.
114. ↑  “なにわ男子、大橋和也の“教師願望”に驚き 一番向いているのは高橋恭平?「全部体育にします」”. 《ORICON NEWS》. oricon ME. 2022년 3월 11일. 2022년 8월 19일에 확인함.
115. ↑  “なにわ男子11・9からローソン新CM出演 デビューキャンペーンも開始”. 日刊スポーツ. 2021년 10월 12일. 2021년 10월 13일에 확인함.
116. ↑  “舞台はなにわ男子が集まる洋菓子店、ローソン新キャンペーンCM放送スタート”. 《音楽ナタリー》. 2022년 2월 14일. 2022년 2월 16일에 원본 문서에서 보존된 문서. 2022년 2월 16일에 확인함.
117. ↑  “なにわ男子が顔を寄せ合い体を重ね合う、ローソン「ウチカフェ」スイーツに舌鼓”. 《音楽ナタリー》. 2022년 9월 20일. 2022년 11월 12일에 확인함.
118. ↑  “なにわ男子、メンバーからプレゼントもらえるなら? 西畑大吾は大西流星に「クリスマスを一緒に過ごせるよ券」リクエスト”. 《ORICON NEWS》 (oricon ME). 2022년 11월 10일. 2022년 11월 10일에 확인함.
119. ↑  “なにわ男子×GU コラボアイテム全ビジュアル公開、テレビCMはHAPPYでポジティブ”. 《ドワンゴジェイピーnews》. ドワンゴ. 2021년 11월 22일. 2023년 4월 20일에 원본 문서에서 보존된 문서. 2021년 11월 23일에 확인함.
120. ↑  “なにわ男子、“くちもとビューティー”No.1は満場一致で大橋和也「手が空いたなと思ったら歯をみがいてます」”. 《ORICON NEWS》 (oricon ME). 2022년 11월 10일. 2022년 11월 10일에 확인함.
121. ↑  “なにわ男子『進研ゼミ』小・中学講座の応援アンバサダー就任　子どもたちに寄り添うCM放送開始」”. 《ORICON NEWS》 (oricon ME). 2023년 1월 30일. 2023년 1월 30일에 원본 문서에서 보존된 문서. 2023년 1월 30일에 확인함.
122. ↑  “なにわ男子、体験型ポップアップショップ『なにわのにわ』オープン”. 《ORICON NEWS》. oricon ME. 2021년 7월 28일. 2022년 6월 1일에 확인함.
123. ↑  “なにわのにわ OSAKA”. 《なにわのにわ OSAKA》. ジャニーズ事務所. 2021년 10월 8일. 2021년 10월 8일에 원본 문서에서 보존된 문서. 2021년 10월 8일에 확인함.
124. ↑  “関西ジャニーズJr.の「X'mas Party!!」、横山裕「みんなのがんばりに応えたい」”. 《ステージナタリー》. ナターシャ. 2018년 11월 30일. 2018년 12월 1일에 확인함.
125. ↑  “「なにわ男子」大阪城ホールでライブ始動 西畑大吾「勝負の年、速足で進む」”. 《スポーツ報知》. 2019년 1월 3일. 2019년 1월 7일에 확인함.
126. ↑  “なにわ男子・西畑大吾「新体制の第一歩にふさわしい」 関西ジャニーズJr.公演初日”. 《ORICON NEWS》. オリコン. 2019년 3월 5일. 2019년 3월 14일에 확인함.
127. ↑  “Concert/Stage「SPRING SPECIAL SHOW 2019」”. 《Johnny's net》. ジャニーズ事務所. 2019년 1월. 2019년 3월 30일에 원본 문서에서 보존된 문서. 2019년 1월 19일에 확인함.
128. ↑  “Concert/Stage「ジャニーズ IsLAND Festival」”. 《Johnny's net》. ジャニーズ事務所. 2019년 3월. 2019년 5월 21일에 원본 문서에서 보존된 문서. 2019년 4월 29일에 확인함.
129. 1 2  “「なにわ男子」ユニット結成後、初の『少年たち』出演決定!”. 《ウォーカープラス》. KADOKAWA. 2019년 5월 27일. 2019년 5월 28일에 확인함.
130. ↑  “ジャニーズJr.19年ぶりの単独ドーム公演 330人全員主役の夢のステージ”. 《ORICON NEWS》. オリコン. 2019년 8월 8일. 2019년 8월 14일에 확인함.
131. ↑  “Concert・Stage（ジャニーズJr.）「関ジュ 夢の関西アイランド 2020 in 京セラドーム大阪 〜遊びにおいでや！満足 100%〜」”. 《Johnny's net》. ジャニーズ事務所. 2019년 12월 6일. 2020년 1월 11일에 원본 문서에서 보존된 문서. 2019년 12월 6일에 확인함.
132. ↑  “関西Jr.西日本から風吹かせる 京セラD初単独公演!4万5000人の前で完全燃唱”. 《デイリースポーツonline》. 2020년 1월 14일. 2020년 1월 15일에 확인함.
133. ↑  “なにわ男子から嵐まで……ジャニーズ、異例のYouTubeライブ配信で世界に届けたエンタメの力”. 《Real Sound》. 2020년 4월 2일. 2021년 5월 3일에 확인함.
134. ↑  “関西ジャニーズ73人集結 "なにわの日"に太陽の塔で728祭 村上信五「誇らしい」”. 《ORICON NEWS》. オリコン. 2020년 7월 29일. 2022년 3월 9일에 확인함.
135. ↑  “Johnny’s DREAM IsLAND 2020→2025 〜大好きなこの街から〜”. 《Johnny's net オンライン》. 2020년 9월 25일에 확인함.
136. ↑  “関ジャニ∞、ジャニーズWEST、関西ジャニーズJr.出演　『Johnny’s DREAM IsLAND 2020→2025 〜大好きなこの街から〜』開催決定”. 《SPICE》. イープラス. 2020년 6월 27일. 2020년 10월 5일에 확인함.
137. ↑  “Aぇ! group、関西ジャニーズJr.公演の有観客開催中止を生報告「来年こそはもっとみんなに会えるように」”. 《モデルプレス》. ネットネイティブ. 2020년 12월 29일. 2020년 12월 31일에 확인함.
138. ↑  “ジャニーズ “聖地”東京D2年ぶり帰還 「ジャニフェス」4万人熱狂、夢コラボも実現”. 《デイリースポーツonline》. 2021년 12월 31일. 2022년 1월 6일에 확인함.
139. ↑  “「ジャニーズカウントダウンコンサート」2年ぶり開催決定 なにわ男子も登場 フジテレビ生中継”. 《サンスポ》. 2021년 12월 1일. 2022년 1월 6일에 확인함.
140. ↑  “Concert・Stage（ジャニーズJr.）「なにわ男子 First Live Tour 2019〜なにわと一緒に#アオハルしよ?〜”. 《Johnny's net》. ジャニーズ事務所. 2019년 11월 16일. 2019년 12월 19일에 원본 문서에서 보존된 문서. 2019년 11월 16일에 확인함.
141. 1 2  “なにわ男子初全国ツアー 京セラドーム公演発表に涙”. 《nikkansports.com》. 2019년 11월 16일. 2019년 11월 16일에 확인함.
142. ↑  “なにわ男子感激!関西Jr.初の京セラD公演決定 来年1月、総勢100人出演”. 《Sponichi Annex》. 2019년 11월 16일. 2019년 11월 16일에 확인함.
143. ↑  “なにわ男子が初の全国ツアー完走、西畑「景色違う」”. 《nikkansports.com》. 2020년 1월 6일. 2020년 1월 9일에 확인함.
144. ↑  “なにわ男子、初単独ライブ&全国ツアー開幕 西畑大吾が涙【ネタバレあり】”. 《ORICON NEWS》. オリコン. 2019년 11월 16일. 2019년 11월 21일에 확인함.
145. 1 2 3  “Kansai Johnny's DREAM PAVILION 〜Shall we #AOHARU?〜”. 《Johnny's net online》. ジャニーズ事務所. 2020년 12월 5일에 확인함.
146. ↑  “Concert・Stage（ジャニーズJr.）NANIWA DANSHI LIVE 2020「Shall we #AOHARU?」”. 《Johnny's net》. ジャニーズ事務所. 2020년 7월 13일. 2020년 8월 18일에 원본 문서에서 보존된 문서. 2020년 7월 29일에 확인함.
147. ↑  “なにわ男子、3月再追加公演発表 藤原丈一郎「ここから世界に羽ばたきます」”. 《Sponichi Annex》. 2020년 1월 14일. 2020년 1월 15일에 확인함.
148. ↑  “ジャニーズ、コロナ影響で関ジャニ∞・NEWSなど公演中止・延期を追加決定 所属タレントによる感染予防活動も始動”. 《モデルプレス》. ネットネイティブ. 2020년 3월 17일. 2020년 3월 19일에 확인함.
149. ↑  “Sexy Zone、SixTONES、なにわ男子の一部公演中止を発表”. 《音楽ナタリー》. ナターシャ. 2020년 8월 12일. 2020년 8월 20일에 확인함.
150. ↑  “ジャニーズ事務所 年内の大型公演中止を発表、オンラインでの映像配信へ”. 《Sponichi Annex》. 2020년 8월 20일. 2020년 8월 20일에 확인함.
151. 1 2  “なにわ男子、全国アリーナツアー「#なにわ男子しか勝たん」再追加公演＆全公演MC生配信決定”. 《モデルプレス》. ネットネイティブ. 2021년 6월 28일. 2021년 7월 1일에 확인함.
152. ↑  “Concert・Stage（なにわ男子）「なにわ男子 First Arena Tour 2021 #なにわ男子しか勝たん」”. 《Johnny's net》. ジャニーズ事務所. 2021년 8월 9일. 2021년 9월 18일에 원본 문서에서 보존된 문서. 2021년 8월 31일에 확인함.
153. 1 2 3 4  “なにわ男子 「なにわの日」に凱旋ライブ！昨年のデビュー発表から丸1年 全26曲熱唱”. 《Sponichi Annex》. 2022년 7월 29일. 2022년 7월 29일에 확인함.
154. ↑  “Concert・Stage（なにわ男子）「なにわ男子 Debut Tour 2022 1st Love」”. 《Johnny's net》. ジャニーズ事務所. 2022년 7월 18일. 2021년 9월 18일에 원본 문서에서 보존된 문서. 2022년 7월 29일에 확인함.
155. 1 2  “なにわ男子デビューツアーはハートづくし 演出担当の西畑大吾「ハートを存分に使おうと」”. 《日刊スポーツ》. 2022년 7월 29일. 2022년 7월 29일에 확인함.
156. ↑  “なにわ男子、関西Jr.時代の楽曲収録1stアルバム「1st Love」＆デビューツアー開催決定”. 《モデルプレス》. ネットネイティブ. 2022년 5월 26일. 2022년 5월 27일에 확인함.
157. ↑  “なにわ男子　全国ツアー初陣23、24日の東京公演が延期　26日の大阪公演も28日に振替”. 《Sponichi Annex》. 2022년 7월 17일. 2022년 7월 29일에 확인함.
158. ↑  “なにわ男子 長尾謙杜が新型コロナ感染 20～27日のグループ全国ツアー公演は残りの6人で実施”. 《Sponichi Annex》. 2022년 8월 17일. 2022년 8월 19일에 확인함.
159. 1 2  “なにわ男子、2ndアルバム&ライブツアー発表 全44公演でデビュー後初の声出し解禁”. 《ORICON NEWS》. oricon ME. 2023년 5월 10일. 2023년 5월 10일에 확인함.
160. ↑  “Concert・Stage（なにわ男子）「なにわ男子 LIVE TOUR 2023 'POPMALL'」”. 《Johnny's net》. ジャニーズ事務所. 2023년 5월 10일. 2021년 9월 18일에 원본 문서에서 보존된 문서. 2023년 5월 10일에 확인함.
161. ↑  “関西ジャニーズJr.の新グループ 2019 初めまして ぼくらなにわ男子 Vol.1”. 《関西ウォーカー》 (KADOKAWA) (2019年1月5日号 No.2): 50. 2020년 10월.
162. ↑  “なにわ男子のなにわAtoZ Vol.1道頓堀”. 《関西ウォーカー》 (KADOKAWA) (2019年6月4日号 No.12): 72–73. 2019년 5월 25일.
163. ↑  “なにわ男子のなにわデート研究所 Vol.2 長尾君と買物デート”. 《関西ウォーカー》 (KADOKAWA) (2020年1月21日号 No.2): 56–57. 2020년 3월 4일.
164. ↑  “なにわ男子（関西ジャニーズJr.）祝☆連載スタート‼︎ いろんな表情見せてくで‼︎ なにわ新連載男子! Vol.01”. 《Seventeen》 (集英社) (2020年4月号): 4 – 13. 2020년 10월.
165. 1 2 3 4 5 6 7  “Media Info(なにわ男子)”. 《Johnny's net》. ジャニーズ事務所. 2022년 9월 3일. 2022년 9월 25일에 원본 문서에서 보존된 문서. 2022년 9월 3일에 확인함.
166. ↑  “なにわ男子の連載開始を記念して、メンズノンノ12月号の表紙にメンバー全員で登場！”. 《MEN'S NON-NO WEB》. 集英社. 2022년 10월 28일. 2022년 10월 30일에 확인함.
167. ↑  “なにわ男子『りぼん』でグラビア連載開始 第1回は道枝駿佑が少女まんが“ガチファン”を体現”. 《ORICON NEWS》. oricon ME. 2022년 12월 1일. 2022년 12월 1일에 확인함.
168. ↑  “Media Info(ジャニーズJr.)”. 2020년 1월 26일에 원본 문서에서 보존된 문서. 2021년 1월 29일에 확인함.

### 영상
1. ↑  (일본어)  なにわ男子 - 初心LOVE（うぶらぶ）[Official Music Video] YouTube ver. - 유튜브
2. ↑  (일본어)  なにわ男子 - 初心LOVE（うぶらぶ）[Music Video Dance ver.] - 유튜브
3. ↑  (일본어)  なにわ男子 - NANIWA'n WAY [Official Music Video] YouTube ver. - 유튜브
4. ↑  (일본어)  なにわ男子 - The Answer [Official Music Video] YouTube ver. - 유튜브
5. ↑  (일본어)  なにわ男子 - The Answer [Music Video Dance ver.] - 유튜브
6. ↑  (일본어)  なにわ男子 - サチアレ [Official Music Video] YouTube ver. - 유튜브
7. ↑  (일본어)  なにわ男子 - サチアレ [Music Video Another ver.] - 유튜브
8. ↑  (일본어)  なにわ男子 - ダイヤモンドスマイル [Official Music Video] YouTube ver. - 유튜브
9. ↑  (일본어)  なにわ男子 - ハッピーサプライズ [Official Music Video] YouTube ver. - 유튜브
10. ↑  {(일본어)  なにわ男子 - ハッピーサプライズ [Music Video Dance ver.] - 유튜브
11. ↑  (일본어)  なにわ男子 - #MerryChristmas [Official Music Video] YouTube ver. - 유튜브
12. ↑  (일본어)  なにわ男子 - Speical Kiss [Official Music Video] YouTube ver. - 유튜브
13. ↑  (일본어)  なにわ男子 - Special Kiss [Music Video Group Shot ver.] - 유튜브
14. ↑  (일본어)  なにわ男子 - 青春ラプソディ [Official Music Video] YouTube ver. - 유튜브